# Nogueres (Guixers)
Nogueres, o la Foradada, és una masia de Guixers (Solsonès) inclosa a l'Inventari del Patrimoni Arquitectònic de Catalunya.

## Situació
Es troba al marge de la dreta del Cardener, a dos quilòmetres al sud de la Pedra. És damunt mateix de la carretera de C-462 de Sant Llorenç de Morunys a Tuixén. S'hi accedeix pel trencall senyalitzat que hi ha al km 25 de la dita carretera.

## Descripció

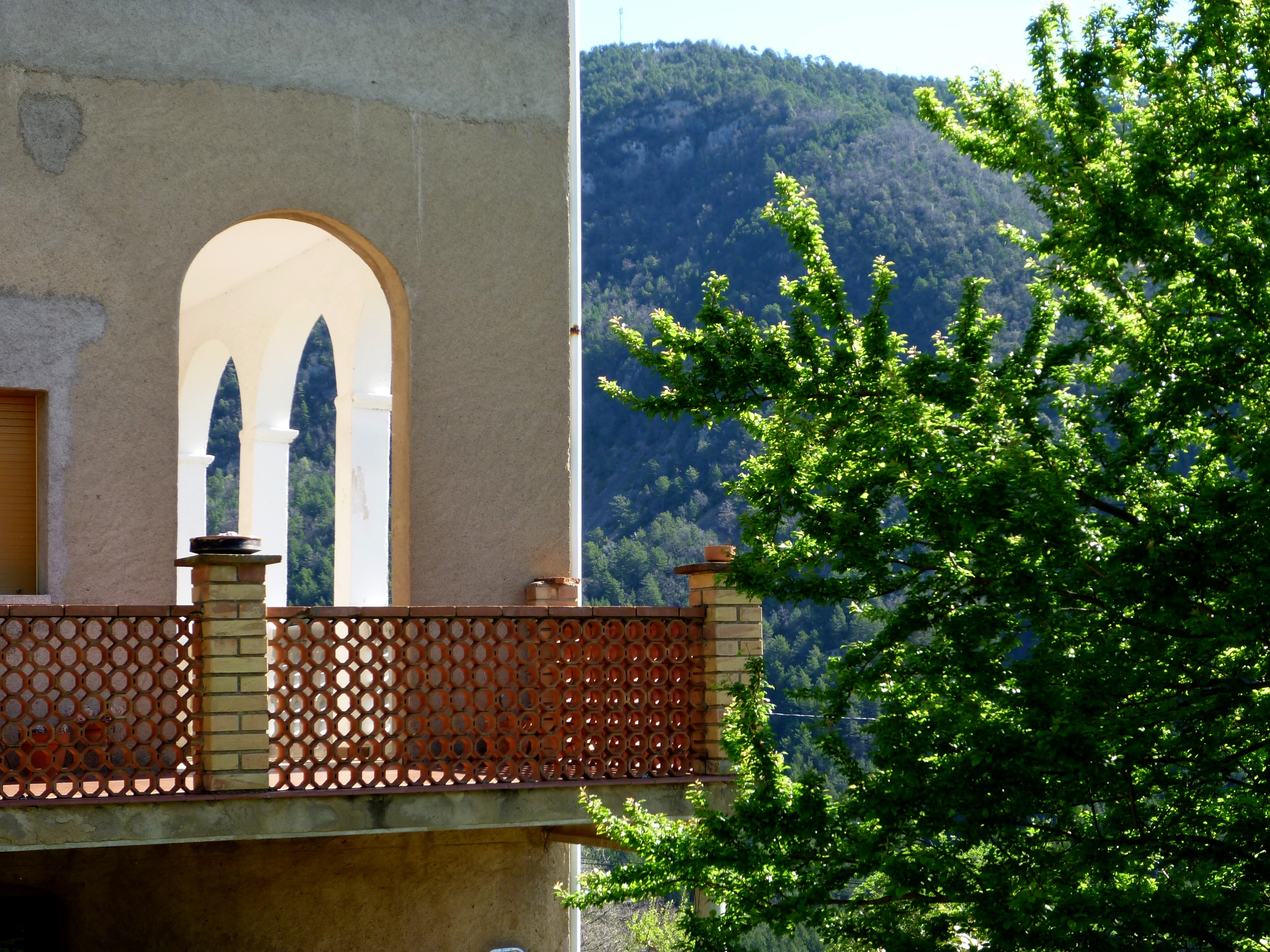
L'eixida

És una construcció civil, una masia de planta rectangular d'una sola nau, coberta a doble vessant i amb el carener paral·lel a la façana, orientada a llevant. La masia conserva un dels esquemes més antics, però està molt reformada exteriorment: s'ha obert una eixida d'arcs de mig punt fets amb obra. El conjunt general està format per dos cossos rectangulars de dos pisos units.

## Història
El 24 de febrer de 1257 Ramon Bergés, prior de Sant Llorenç, concedí en emfiteusi el Mas de Nogueres i unes vinyes a Maria, vídua de Pere d'Espanya i als seus fills, amb la condició que resideixin en aquest mas. Faran cens i homenatge al prior.
Aquesta és una primera notícia del Mas Nogueres. Els Nogueres és un cognom que es repeteix des del segle xiv a l'arxiu de la Confraria de la Mare de Déu dels Colls. Al segle xviii, el Mas Nogueres ja no depenia de la Senyoria del Priorat. Al llarg dels segles de la història de Sant Llorenç, el cognom Nogueres es repeteix constantment.